# Луговик чорнощокий
Луговик чорнощокий (Ortygospiza atricollis) — вид горобцеподібних птахів родини астрильдових (Estrildidae). Поширений в Африці південніше Сахари.

## Класифікація
Таксон включає три підвиди, які раніше вважалися окремими видами:
- Ortygospiza atricollis atricollis
- Ortygospiza atricollis gabonensis
- Ortygospiza atricollis fuscocrissa

Інколи до роду Ortygospiza включають також вид Paludipasser locustella.